# Xã Kiester, Quận Faribault, Minnesota
Xã Kiester (tiếng Anh: Kiester Township) là một xã thuộc quận Faribault, tiểu bang Minnesota, Hoa Kỳ. Năm 2010, dân số của xã này là 260 người.